# Robert Rainer Höldrich
Robert Rainer Höldrich (* 6. Oktober 1962 in Linz) ist ein österreichischer Komponist.

## Leben
Robert Höldrich besuchte das Privatgymnasium Werkschulheim Felbertal und erhielt hier im Jahr 1973 seinen ersten Flötenunterricht.
Im Jahr 1981 legte er die Gesellenprüfung als Radio- und Fernsehmechaniker ab. Nach Abschluss der Matura im Jahr 1982 studierte er von 1982 bis 1983 an der Musikhochschule Komposition und Musiktheorie bei Helga Riemann und Margot Boller. Im Jahr 1983 nahm er Flötenunterricht bei Walter Rotter am Johann-Joseph-Fux-Konservatorium Graz und studierte an der Universität für Musik und darstellende Kunst Graz Musiktheorie bei Andrzej Dobrowolski sowie Komposition bei Hermann Markus Preßl und Younghi Pagh-Paan.
Im Jahr 1987 erlangte er am Johann-Joseph-Fux-Konservatorium Graz das Diplom in Flöte und im Jahr 1989 das Diplom in Elektrotechnik an der Technischen Universität Graz. Das Diplom in Komposition erlangte er im Jahr 1991 mit der Diplomarbeit „FFROIS“ für einen Geiger, 4 Sängerinnen, großes Orchester und Live-Elektronik.
Die Promotion zum Doktor der technischen Wissenschaften im Fach Mathematik erfolgte im Jahr 1994 mit der Dissertation: „Zur Analyse und Resynthese von Klangsignalen unter Verwendung von Zeit-Frequenz-Repräsentationen mit verbesserter Lokalisation der Signalenergie“.
In den Jahren 1989 bis 1995 war Höldrich Assistent und Lektor am Institut für Elektronische Musik (IEM) der Musikhochschule Graz und von 1993 bis 2007 Gastdozent an der Universität Olmütz.
Von 1999 bis 2007 war Höldrich ordentlicher Professor und Vorstand des Institutes für Elektronische Musik an der Musikhochschule Graz und im Anschluss Vizerektor für Kunst und Wissenschaft ebenda, seit dem Jahr 2011 geschäftsführender Vizerektor.

## Auszeichnungen
- 1987: Musikförderungspreis der Stadt Graz[3]
- 1990: Talentförderungsprämie des Landes Oberösterreich[4]
- 1992: Würdigungspreis des Bundesministeriums für Wissenschaft und Forschung

## Werke (Auswahl)

### Ensemblemusik
- GruppenKLANGruppen – für zwölf Instrumente (1986)[5]
- Bauchgewitter – Eine Kantate für mich – für Tenor, Flöte, Bratsche, Horn, Klavier und Woodblocks, Text: Francois Villon (1987)[5]
- Sonar – Ein empfundenes Machwerk – für Violine und Klavier (1988)[5]
- Bläserquintett – für 2 Trompeten, 2 Posaunen und Tuba (1988)[5]
- Sonar-KONST. – für 2 Klaviere (1989)[5]
- Gezeiten – für Streichquartett, zwei Violinen, Viola und Violoncello (1989)[5]
- Vier Chinesen mit ’nem Kontrabass – Quintett für vier Violoncelli und Kontrabass (1990)[5]
- Schlagsack – für 6 Schlagzeuger und Live-Elektronik (1990)[5]
- Trio für Violine, Viola und Klavier – Revidierte Fassung (1992)[5]
- Setzungen II – für Streichquartett, zwei Violinen, Viola und Violoncello (1993)[5]
- 3 mal 3 und 2 mal 2 Stücke für Streichquartett – Dem Meister des Sulponticellobattutocollegnodoppelhalbflageoletts als Geburtstagsständchen – (Chromatische Fugen dem Lehrer zum Trotz) (1993)[5]
- ALEF – Trio für Violine, Klarinette und Klavier (1994/1995)[5]

### Klanginstallationen
- Im Auge des Taifuns – gemeinsam mit Winfried Ritsch (1995)[5]
- Im Auge des Taifuns 2 (1995)[5]
- Superposition – Klanginstallation für 80 Lautsprecher, gemeinsam mit Winfried Ritsch (1995)[5]
- Die Farben Schwarz – gemeinsam mit Winfried Ritsch (1999)[5]
- Blackbox II (2000)[5]
- Die Cocktail-Party – interaktive Klang- und Videoinstallation (2000)[5]
- Konzert/Klanginstallation V.2 – für Violine, Viola, Elektronik (live) und Tonband-Zuspielung (2001)[5]

### Solomusik
- Shattering – für Baßklarinette und Live-Elektronik (1986)[5]
- Milade – für vierstimmigen Frauenchor und Violoncello (1986)[5]
- 12Spiel – Solo für Klavier (1987)[5]
- Jakob Rind – Moritat für Chansonnier und Klavier (1988)[5]
- SONAR-Konst. – für Klavier und Tonband-Zuspielung (1990)[5]

### Elektronische Musik
- Verbiegung der Traumachse – Elektronische Collage (1987)[5]
- Fuchsquartett – Elektronische Theatermusik (1989)[5]
- Kreuzer-Etüde Nr. 2, Hommage à Heifetz – für Violine und 5 Lautsprecher (1992)[5]
- BrainBox – Sprachcollage für eine Computeranimation (1992)[5]